# باطن (إسلام)
الباطن مصطلح يعني داخلي. القرآن الكريم، على سبيل المثال، له معنى خفي على النقيض من معناه الخارجي الذي يُسمى الظاهر. يعتقد الصوفيون أن لكل فرد باطنًا في عالم النفوس. وهي الذات الداخلية للفرد؛ عندما تُطهر بنور مرشده الصوفي، فإنها ترفع الشخص روحيًّا. ويرتبط هذا المفهوم بصفة الله تعالى المتمثلة في الغيب الذي لا يمكن رؤيته بل هو موجود في كل عالم.
وقد أكد العديد من المفكرين المسلمين الإسماعيليين على أهمية التوازن بين الظاهر والباطن في فهم الإيمان، وقالوا إن التأويل يستلزم توضيح المعنى الباطني من الشكل الظاهر، وهو ما اتفق معه فرقة الإخباريين من الشيعة الاثنا عشرية، واختلف معه أصوليي الشيعة الاثنا عشرية.
وعليه، فقد سُمي علماء الفرق الإسلامية الأوائل الإسماعيليين بالباطنية بسبب تركيزهم على المعنى الداخلي، وعدم أخذهم بالظواهر. وهم يعتقدون أن فهم الإيمان يتحقق من خلال البحث عن هذا المعنى الداخلي وإيجاده، ولذلك يولي الأئمة الإسماعيليون أهمية كبيرة للباطن في تأليفهم للجنان الأدبي. وفقًا للتقاليد الإسماعيلية، فإن الجنان هي المعرفة العليا. ينقل المرشدون معنى باطنيًّا داخل الجنان لنشر معرفة الإيمان بين مؤمنيهم. وهذا يوضح أهمية التوازن بين الظاهر (المعنى الحرفي للجنان)، والباطن (المعنى الخفي للجنان). وويُبحث عن المعنى الباطني لكشف هذه المعرفة العليا.
في التقاليد الإسلامية الإسماعيلية والإخبارية الاثنا عشرية، يُعتقد أن الجانب الباطني من الإيمان لا يمكن فهمه بالكامل إلا من النبي محمد وأهل البيت، الذين يمتلكون هذه المعرفة، أو الحكمة الغنوصية.
بمعنى أوسع، الباطن هو المعنى الداخلي أو الحقيقة وراء كل وجود، والظاهر هو عالم الشكل والمعنى الظاهر.
من السمات الأساسية للشيعة لإسماعيلية، هو التعايش بين الجسد والروح، الشكل الظاهر والجوهر الباطني. الباطن هو مصدر الظاهر، والظاهر هو مظهر الباطن. وقد سُلط الضوء على هذا المفهوم في رسالة الطريق الصحيح، وهو نص نثري إسماعيلي فارسي من فترة ما بعد المغول في تاريخ الإسماعيلية، بقلم مؤلف مجهول. 

## الباطن أساس التقية عند الإسماعيليين
إن المجتمع الإسماعيلي، وهو أقلية داخل أقلية، أي أنه من الأقلية الشيعية الواقعة والتي هي أقلية إسلامية، يضع تأكيدًا كبيرًا على الجوانب الباطنية للإسلام، والمعروفة باسم الباطن. ويشارك هذا الاعتقاد العديد من المسلمين الشيعة البقية والصوفية وغيرهم. حيثما كان هناك عداء للمفاهيم الباطنية للإسلام من المسلمين الآخرين، فإن هذه الطوائف ترى حاجو التركيز المتزايد على الأبعاد الداخلية للإيمان والصبر حتى تنتشر هذه المفاهيم لبقية المسلمين، وهو ما يخلق حاجة أكبر إلى التقية.
يستخدم الإسماعيليون وغيرهم من المجتمعات الإسلامية ذات الإيمان بالباطنية، التقيةَ لضمان أن التعاليم الباطنية مخصصة فقط لأولئك المستعدين لتلقيها، كما في الصوفية، إذ يركزون على الجوانب الروحية أكثر من المادية. التقية تعني أن المؤمنين الذين لديهم المعرفة الباطنية قد يخفونها عن الآخرين إن خافوا على نفسهم بسبب القتل هذه المفاهيم والمعاني.
والأسباب وراء هذا الإخفاء مزدوجة. أولًا، قد يجد المتلقي غير المستعد لمثل هذه المعلومات يرى أنها مرهقة عاطفيًّا أو عقليًّا، مما يجعل من الضروري حماية سلامته. ثانيًا، هناك خطر يتمثل في أن الفرد غير المبتدئ قد يسيء فهم المعرفة الباطنية أو يرفضها، مما يسبب له ضررًا روحيًا، لذلك يرى بعض الباطنيون أن رفض تعاليم القرآن الباطنية أسوأ من عدم معرفتها.

## طالع أيضًا
- التصوف
- الباطنية
- التفسير الباطني للقرآن الكريم
- الباطنية
- الإسماعيلية
- النزارية
- العلويون
- القرامطة
- الأخباريون

## روابط خارجية
- صوفي لايف